# Ragnar Gustafsson (esquiador)
Ragnar Fritiof Gustafsson (Vattrangi, Fredriksberg, Dalarna, Suecia, 21 de agosto de 1898 - Fredriksberg, Suecia, 3 de junio de 1982), fue un esquiador sueco.

## Carrera
Gustafsson, de profesión guardabosques, compitió para Säfsnäs IF. Se convirtió en campeón sueco en la prueba de 30 km de esquí en Filipstad en 1924.

## Vida personal
Nació en Dalarna, Suecia, el 21 de agosto de 1898, su padres fueron Wiktor Olof Gustafson e Ida Maria Gustafson, se casó con Vira Gustafson, tuvieron un hijo, Kerstin Engquist.  Falleció en Fredriksberg, el 3 de junio de 1982 a los 83 años. 